# Кожай-Максимово
Кожа́й-Макси́мово (рос. Кожай-Максимово, башк. Кожай-Максим) — село у складі Єрмекеєвського району Башкортостану, Росія. Входить до складу Бекетовської сільської ради.
Населення — 6 осіб (2010; 5 в 2002).
Національний склад:
- росіяни — 40 %
- мордва — 60 %